# ピアノソナタ第21番 (ベートーヴェン)
ピアノソナタ第21番（ピアノソナタだいにじゅういちばん）ハ長調 作品53は、ルートヴィヒ・ヴァン・ベートーヴェンが作曲したピアノソナタ。『ヴァルトシュタイン』という通称で知られる。

## 概要
衰え続ける聴力はベートーヴェンを悩ませ、1802年にはハイリゲンシュタットの遺書を書かせるまでとなった。1803年、難聴とともに生きる道を模索しつつあったベートーヴェンの元にエラール製のピアノが贈られる。5オクターヴ半の音域を備えたこの楽器の音色は聞こえにくくなった作曲者の耳を刺激するにも十分であり、その結果「これまでになく輝かしく壮麗」と評されるピアノソナタが生み出されることとなった。
作曲が行われた1803年から1804年はヴァイオリンソナタ第9番（クロイツェル）や交響曲第3番（英雄）などの傑作が生みだされた時期に重なる。ベートーヴェンの作風はヴィルヘルム・フォン・レンツが提唱した3分類における中期様式へと移行し、それまでとは全く異なる独自の境地へと進みつつあった。この作品も構成は壮大にして抒情性は豊かに広がり、管弦楽的な書法はピアノ音楽史に新たな地平を切り拓くものと評されている。レンツはこの曲を「ピアノのための英雄交響曲」と評している。
『ヴァルトシュタイン』という通称は、この曲がフェルディナント・フォン・ヴァルトシュタイン伯爵に献呈されたことに由来する。ヴァルトシュタインはボン時代からのベートーヴェンの後援者、理解者のひとりであり、若き才能に経済的援助を行うとともに精神的な支えにもなった。1792年、彼はウィーンへ向けてボンを発つベートーヴェンを「モーツァルトの精神をハイドンの手から受け取りなさい」という言葉とともに送り出している。
この曲にはもともと長大な第2楽章が準備されていたものの、曲全体が聴きばえがしないという指摘に納得した作曲者（ベートーヴェン）により現行のものと差し替えられた。アダージョ・モルトの現在の第2楽章が残りの楽章とは異なる時期に書かれたものであることは確実であるとされている。全曲は1804年夏に完成され、1805年にウィーンの美術工芸社から出版された。初版時の表題は「ピアノフォルテのための大ソナタ」であった。外されたオリジナルの第2楽章はソナタより4か月遅れて別途に出版され、1807年にブライトコプフ社から出された版において『アンダンテ・ファヴォリ』と名付けられた。

## 演奏時間
約21-24分。

## 曲の構成
本作品は3つの楽章からなる。ただし、連続して演奏される後の2楽章を1つの楽章としてとらえ、2つの楽章からなるとする場合もある。

### 第1楽章
Allegro con brio 4/4拍子 ハ長調
ソナタ形式。まず提示される第1主題では、打楽器的な和音連打とそのエコーのような音型が繰り返される（譜例1）。和音連打は弦楽器の奏法を想起させるようなトレモロとなって反復される。
譜例1
エコーの音型による動機操作を元に様々な調を経て、推移部はホ短調の半終止となる。パッセージを多用した第1主題と対照的なコラール風の第2主題は、遠隔調にあたる長3度上のホ長調で提示され、得難い効果を発揮している（譜例2）。ソナタ形式にあっては異例の調性配置であるものの、ベートーヴェンは既にピアノソナタ第16番の第1楽章の両主題でこれと同様の扱いを実践している。
譜例2
低声部へ移った第2主題は右手に3連符の対旋律を伴い、さらにこれがリズム要素を加えられて発展し、16分音符のパッセージに至る。コデッタには新素材があてられ、これを繰り返しつつハ長調となって提示部を終える。展開部はヘ長調で開始され、はじめは第1主題のモティーフによって展開される。ハ長調に至ると第2主題から導かれた3連符の音型による展開が行われる。長いスパンによって和音が変化し、さらに第1主題の回帰を予言するドミナントペダルが執拗に続いた後に再現部となる。再現部ではまず第1主題にやや拡大された経過句が続く。イ長調で再現された第2主題がハ長調に落ち着き、提示部の要領にしたがって今度はヘ長調の偽終始で終結する。ここから長大なコーダが続き、第1主題が展開されてカデンツァと見まごうばかりの発展を遂げる。ハ長調で第2主題を回顧した後、第1主題が軽く扱われて堂々と終わる。

### 第2楽章
Introduzione. Adagio molto 6/8拍子 ヘ長調
三部形式。28小節からなる短い瞑想的な第2楽章は第3楽章の序奏として置かれているが、深遠な情感が表出された「天使の微笑みがにわかに雲に覆われたよう」な音楽となっている。元々第2楽章として書かれた『アンダンテ・ファヴォリ』と同じヘ長調で書かれているものの、冒頭部はそれを感じさせにくい（譜例3）。
譜例3
続けて歌謡的な旋律が出され、他声部がこだまのように繰り返す（譜例4）。
譜例4
その後、譜例3が回帰して展開されていき、最後は高らかなト音が新たな楽章の始まりを告げてアタッカで第3楽章へ続く。

### 第3楽章
Rondo. Allegretto moderato - Prestissimo 2/4拍子 ハ長調
ロンド形式。譜例5に示される簡素で奥行きのある主題は、ベートーヴェンが生まれた地方の民謡を素材としているという説もある。ペダリングが克明に書き込まれて和音の変化する間、長調と短調が入れ替わる間すらも踏み続けるよう指示されており、とりわけ作曲当時に比べて音を持続させやすくなった現代のピアノでは混濁した響きをもたらす。
譜例5
トリルの中に旋律が埋め込まれた技術的難所を経て、3連符の走句に続くイ短調の主題が現れる（譜例6）。
譜例6
その後ロンド主題の再現があり、精力的なハ短調の主題が出される（譜例7）。
譜例7
譜例7の展開が一段落つくとロンド主題が姿を現し、シンコペーションによる推移からロンド主題の大規模な展開が行われる。フォルテッシモで譜例5が再現すると続く3連符のパッセージが大きく拡大されてクライマックスに達し、一度息を整えると2/2拍子、プレスティッシモのコーダに突入する。コーダにおける演奏上の難関として、オクターヴの急速なスケールがある。作曲当時のウィーン式アクションのピアノに比べて、現在のピアノの鍵盤が重くまた深くなったことが技術上の困難につながっており、演奏者によってはグリッサンドを行わずに奏法の変更によって対応を行う場合もある。さらに38小節にわたるトリルの保持と並行した旋律の演奏といった難技巧も盛り込み、最後はハ長調の主和音によって堂々と全曲に幕を下ろす。

## この曲が使用された作品
- 世紀末オカルト学院 - 私立ヴァルトシュタイン学院の名前の由来。